# 大分県小学校一覧
大分県小学校一覧（おおいたけんしょうがっこういちらん）は、大分県の小学校の一覧。廃校および休校中の小学校については、大分県小学校の廃校一覧を参照。
| 総数                            | 255校・2分校     |
| 国立                            | 1校              |
| 公立                            | 253校・2分校     |
| 私立                            | 1校              |
| 教育委員会所在地                | 〒870-8503       |
| 大分県大分市府内町三丁目10番1号 |                  |
| 公式サイト                      | 大分県教育委員会 |

## 国立小学校
- 大分大学教育学部附属小学校

## 公立小学校

### 大分市
- 大分市立明野北小学校
- 大分市立明野西小学校
- 大分市立明野東小学校
- 大分市立荏隈小学校
- 大分市立大在小学校
- 大分市立大在西小学校
- 大分市立大道小学校
- 大分市立鴛野小学校
- 大分市立賀来小中学校
- 大分市立春日町小学校
- 大分市立金池小学校
- 大分市立上戸次小学校
- 大分市立川添小学校
- 大分市立神崎小学校
- 大分市小中一貫教育校神崎小中学校
- 大分市立小佐井小学校
- 大分市立坂ノ市小学校
- 大分市立佐賀関小学校
- 大分市立敷戸小学校
- 大分市立下郡小学校
- 大分市立城南小学校
- 大分市立碩田学園
- 大分市立寒田小学校
- 大分市立高田小学校
- 大分市立滝尾小学校
- 大分市立竹中小学校
- 大分市立田尻小学校
- 大分市立津留小学校
- 大分市立鶴崎小学校
- 大分市立長浜小学校
- 大分市立丹生小学校
- 大分市立西の台小学校
- 大分市立野津原小学校
- 大分市立判田小学校
- 大分市立日岡小学校
- 大分市立東大分小学校
- 大分市立東稙田小学校
- 大分市立戸次小学校
- 大分市立別保小学校
- 大分市立豊府小学校
- 大分市立舞鶴小学校
- 大分市立松岡小学校
- 大分市立三佐小学校
- 大分市立南大分小学校
- 大分市立宗方小学校
- 大分市立明治小学校
- 大分市立明治北小学校
- 大分市立桃園小学校
- 大分市立森岡小学校
- 大分市立八幡小学校
- 大分市立横瀬小学校
- 大分市立横瀬西小学校
- 大分市立吉野小学校
- 大分市立稙田小学校

### 別府市
- 別府市立別府中央小学校
- 別府市立境川小学校
- 別府市立南小学校
- 別府市立石垣小学校
- 別府市立亀川小学校
- 別府市立上人小学校
- 別府市立朝日小学校
- 別府市立南立石小学校
- 別府市立鶴見小学校
- 別府市立春木川小学校
- 別府市立緑丘小学校
- 別府市立大平山小学校
- 別府市立東山幼小中学校
- 別府市立山の手小学校

### 中津市
- 中津市立南部小学校
- 中津市立北部小学校
- 中津市立豊田小学校
- 中津市立小楠小学校
- 中津市立鶴居小学校
- 中津市立大幡小学校
- 中津市立如水小学校
- 中津市立三保小学校
- 中津市立和田小学校
- 中津市立今津小学校
- 中津市立沖代小学校
- 中津市立秣小学校
- 中津市立深水小学校
- 中津市立真坂小学校
- 中津市立山口小学校
- 中津市立樋田小学校
- 中津市立屋形小学校
- 中津市立上津小学校
- 中津市立下郷小学校
- 中津市立城井小学校
- 中津市立津民小学校
- 中津市立三郷小学校

### 日田市
- 日田市立咸宜小学校
- 日田市立桂林小学校
- 日田市立日隈小学校
- 日田市立若宮小学校
- 日田市立三芳小学校
- 日田市立高瀬小学校
- 日田市立光岡小学校
- 日田市立朝日小学校
- 日田市立三和小学校
- 日田市立有田小学校
- 日田市立小野小学校
- 日田市立石井小学校
- 日田市立大明小学校
- 日田市立いつま小学校
- 日田市立東渓小学校
- 日田市立津江小学校
- 日田市立前津江小学校
- 日田市立大山小学校

### 佐伯市
- 佐伯市立佐伯小学校
- 佐伯市立佐伯東小学校
- 佐伯市立渡町台小学校
- 佐伯市立鶴岡小学校
- 佐伯市立上堅田小学校
- 佐伯市立八幡小学校
- 佐伯市立下堅田小学校
- 佐伯市立青山小学校
- 佐伯市立木立小学校
- 佐伯市立東雲小学校
- 佐伯市立明治小学校
- 佐伯市立上野小学校
- 佐伯市立切畑小学校
- 佐伯市立本匠小学校
- 佐伯市立宇目緑豊小学校
- 佐伯市立直川小学校
- 佐伯市立松浦小学校
- 佐伯市立米水津小学校
- 佐伯市立蒲江翔南小学校

### 臼杵市
- 臼杵市立佐志生小学校
- 臼杵市立下ノ江小学校
- 臼杵市立海辺小学校
- 臼杵市立下北小学校
- 臼杵市立上北小学校
- 臼杵市立臼杵南小学校
- 臼杵市立下南小学校
- 臼杵市立市浜小学校
- 臼杵市立福良ヶ丘小学校
- 臼杵市立臼杵小学校
- 臼杵市立川登小学校
- 臼杵市立野津小学校
- 臼杵市立南野津小学校

### 津久見市
- 津久見市立堅徳小学校
- 津久見市立青江小学校
- 津久見市立津久見小学校
- 津久見市立千怒小学校
- 津久見市立保戸島小学校

### 竹田市
- 竹田市立竹田小学校
- 竹田市立豊岡小学校
- 竹田市立南部小学校
- 竹田市立祖峰小学校
- 竹田市立城原小学校
- 竹田市立荻小学校
- 竹田市立白丹小学校
- 竹田市立久住小学校
- 竹田市立都野小学校
- 竹田市立直入小学校

### 豊後高田市
- 豊後高田市立高田小学校
- 豊後高田市立桂陽小学校
- 豊後高田市立田染小学校
- 豊後高田市立河内小学校
- 豊後高田市立都甲小学校（豊後高田市立戴星学園）
- 豊後高田市立草地小学校
- 豊後高田市立呉崎小学校
- 豊後高田市立真玉小学校
- 豊後高田市立臼野小学校
- 豊後高田市立香々地小学校
- 豊後高田市立三浦小学校

### 杵築市
- 杵築市立豊洋小学校
- 杵築市立護江小学校
- 杵築市立大内小学校
- 杵築市立杵築小学校
- 杵築市立東小学校
- 杵築市立八坂小学校
- 杵築市立北杵築小学校
- 杵築市立山香小学校
- 杵築市立立石小学校
- 杵築市立大田小学校

### 宇佐市
- 宇佐市立安心院小学校
- 宇佐市立天津小学校
- 宇佐市立糸口小学校
- 宇佐市立院内中部小学校
  - 宇佐市立院内中部小学校上院内分校
- 宇佐市立院内北部小学校
- 宇佐市立宇佐小学校
- 宇佐市立北馬城小学校
- 宇佐市立佐田小学校
- 宇佐市立高家小学校
- 宇佐市立津房小学校
- 宇佐市立豊川小学校
- 宇佐市立長洲小学校
- 宇佐市立長峰小学校
- 宇佐市立西馬城小学校
- 宇佐市立深見小学校
- 宇佐市立封戸小学校
- 宇佐市立柳ヶ浦小学校
- 宇佐市立八幡小学校
- 宇佐市立横山小学校
- 宇佐市立南院内小学校
- 宇佐市立駅館小学校
- 宇佐市立四日市北小学校
- 宇佐市立四日市南小学校
- 宇佐市立和間小学校

### 豊後大野市
- 豊後大野市立菅尾小学校
- 豊後大野市立百枝小学校
- 豊後大野市立三重第一小学校
- 豊後大野市立三重東小学校
- 豊後大野市立新田小学校
- 豊後大野市立清川小学校
- 豊後大野市立緒方小学校
- 豊後大野市立朝地小学校
- 豊後大野市立大野小学校
- 豊後大野市立千歳小学校
- 豊後大野市立犬飼小学校

### 由布市
- 由布市立石城小学校
- 由布市立由布川小学校
- 由布市立挾間小学校
- 由布市立谷小学校
- 由布市立阿南小学校
- 由布市立東庄内小学校
- 由布市立西庄内小学校
- 由布市立川西小学校
- 由布市立由布院小学校
- 由布市立塚原小学校

### 国東市
- 国東市立竹田津小学校
- 国東市立伊美小学校
- 国東市立熊毛小学校
- 国東市立富来小学校
- 国東市立国東小学校
- 国東市立安岐中央小学校
- 国東市立安岐小学校
- 国東市立志成学園

### 東国東郡

#### 姫島村
- 姫島村立姫島小学校

### 速見郡

#### 日出町
- 日出町立大神小学校
- 日出町立川崎小学校
- 日出町立豊岡小学校
- 日出町立日出小学校
- 日出町立藤原小学校

### 玖珠郡

#### 玖珠町
- 玖珠町立森中央小学校
- 玖珠町立日出生小学校
  - 玖珠町立日出生小学校小野原分校
- 玖珠町立塚脇小学校
- 玖珠町立小田小学校
- 玖珠町立北山田小学校
- 玖珠町立八幡小学校
- 玖珠町立古後小学校
- 玖珠町立学びの多様化学校

#### 九重町
- 九重町立東飯田小学校
- 九重町立野上小学校
- 九重町立野矢小学校
- 九重町立飯田小学校
- 九重町立南山田小学校
- 九重町立淮園小学校

## 私立小学校
- 明星小学校